# Volkswagen Typ 100
Der Volkswagen Typ 100 ist eine Zugmaschine des Volkswagenwerkes, die unmittelbar nach dem Zweiten Weltkrieg in geringer Stückzahl gebaut wurde. Technisch basierte sie auf dem VW Typ 82, hatte jedoch einen gekürzten Radstand.

## Geschichte
Nachdem das Volkswagenwerk unter englische Leitung gestellt worden war, liefen zwischen 1945 und 1946 überwiegend geländegängige Militärversionen des Volkswagens vom Band, so unter anderem auch der VW Typ 51, der Volkswagen mit dem Fahrgestell des Kübelwagens Typ 82 und der Karosserie des zivilen Volkswagens Typ 11. Ein solches Fahrzeug des Typs 51 wurde nachweislich zum Sattelschlepper umgebaut. Allgemein galt der VW Typ 100 als spartanisches Fahrzeug, das jedoch insbesondere unmittelbar nach der Kapitulation des Deutschen Reiches als Schlepper brauchbar war und andere Schlepper in ihrer Wirtschaftlichkeit übertraf. Den VW Typ 100 setzten das französische sowie das britische Militär als Zugmaschine ein.

## Bauart

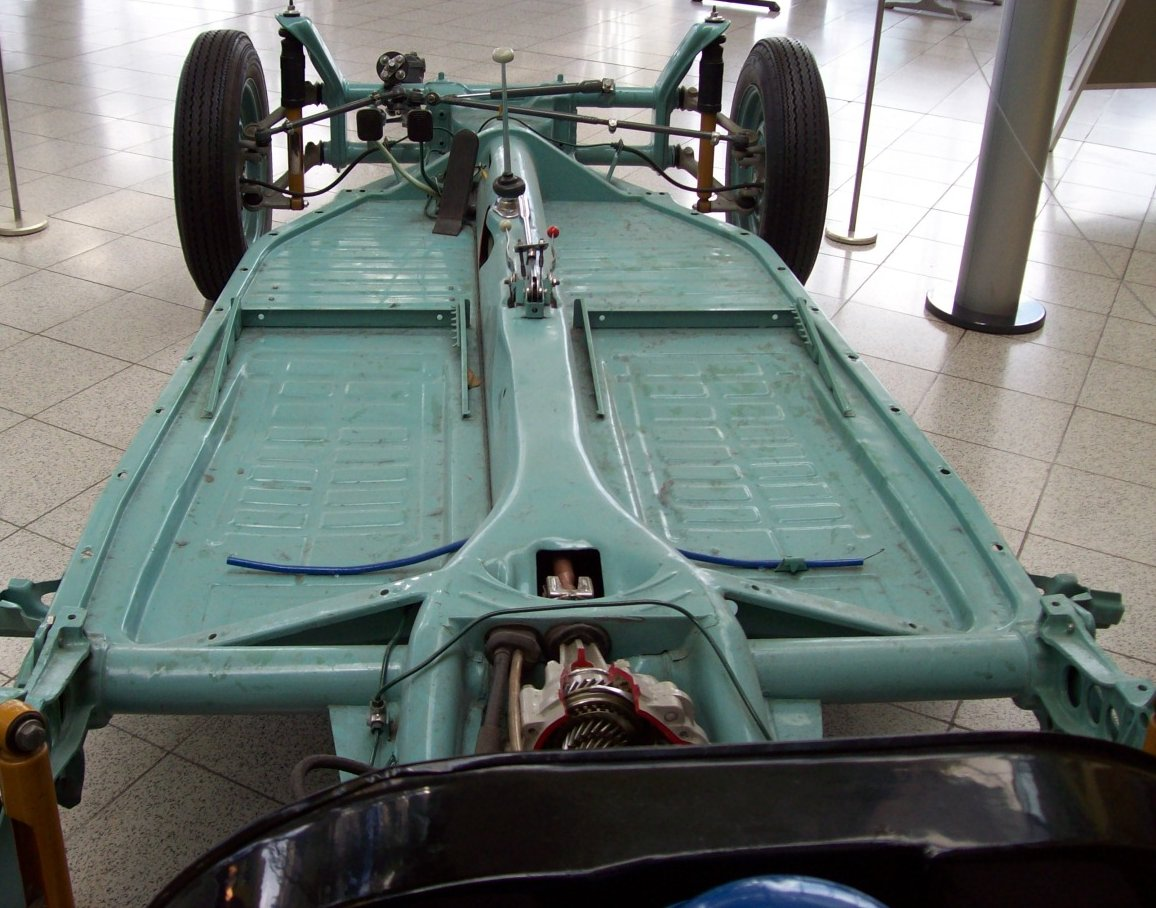
Käfer ungekürztes Chassis. Für den Typ 100 wurde der Bereich der hinteren Sitzbank gekürzt.

Im Jahr 1945 fertigte Volkswagen dann die Zugmaschine Typ 100 ab Werk, die ein gekürztes Fahrgestell des Typs 82 hatte, wodurch der Radstand deutlich reduziert war. Deswegen waren die hinteren Kotflügel weiter nach vorne gezogen, was eine Aussparung in den Türen erforderte. Die untere Ebene der Pritschenfläche befand sich knapp über den hinteren Kotflügeln. Wie der Typ 82 hatte die Maschine hinten eine Vorgelegeachse. Für den Betrieb als Schlepper war das untersetzte Getriebe von Vorteil. Im Innenraum waren einfache Sitze aus dem VW-Kübelwagen eingebaut, die Türen hatten keine Kurbelfenster, sondern Schiebefenster, und Türverkleidungen fehlten ebenfalls. Die zwei Sitze und das Dreispeichenlenkrad waren von einfachster Bauart.